# رابرت پاستریولی
رابرت پاستریولی (به انگلیسی: Robert Pastorelli) (زاده ۲۱ ژوئن ۱۹۵۴- درگذشته ۸ مارچ ۲۰۰۴) بازیگر آمریکایی بود.
از فیلم‌های معروف او می‌توان به فیلم فرنگولی: آخرین جنگل بارانی ، فاصله قابل توجه ، آرام باش اشاره کرد.